# 玛艾镇
玛艾镇，是中华人民共和国甘肃省甘南藏族自治州碌曲县下辖的一个乡镇级行政单位。

## 行政区划
玛艾镇下辖以下地区：
东城社区、西城社区、玛艾村、加格村、华格村和红科村。